# Kloster Miechów

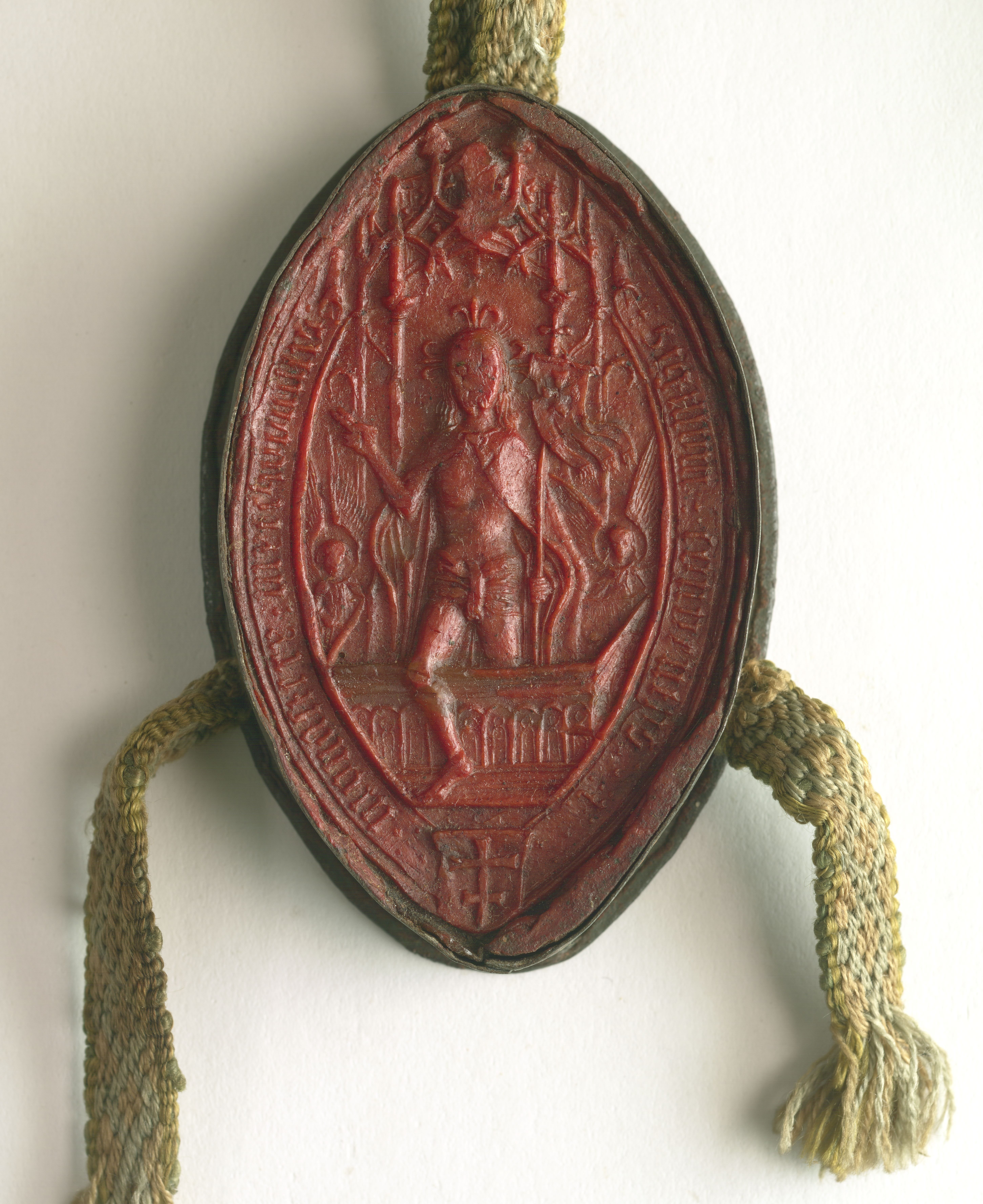
Siegel von 1675 mit auferstandenem Christus

Das Kloster der Wächter vom heiligen Grab zu Jerusalem war ein Stift der Chorherren vom Heiligen Grab in Miechów in Kleinpolen. Es bestand von 1163 bis 1819.

## Geschichte
Das Kloster wurde 1163 vom Jaxa von Miechów (nicht unstreitig der Fürst Jaczo von Köpenick) gegründet. Dieser besetzte es mit Chorherren vom Heiligen Grab zu Jerusalem. Einige von ihnen hatte er von seiner Reise in das Heilige Land 1162 mitgebracht. Das Kloster wurde in den folgenden Jahrzehnten mit umfangreichem Besitz durch mehrere Klöster, Stifte und Personen ausgestattet. Es blieb das Hauptkloster des Ordens bis 1335, als es sich dem Kloster Zderaz in Böhmen unterstellte.
Auch nach der Reformation blieb es bestehen und wurde erst 1819 als letztes Kloster des Ordens der Chorherren vom heiligen Grab in Polen geschlossen.

## Kult
Die wichtigste geistliche Tätigkeit im Kloster war die Verehrung des heiligen Grabes in der Kirche, das in der Karwoche besonders geschmückt wurde.

## Sanktuarium zum Gottesgrab

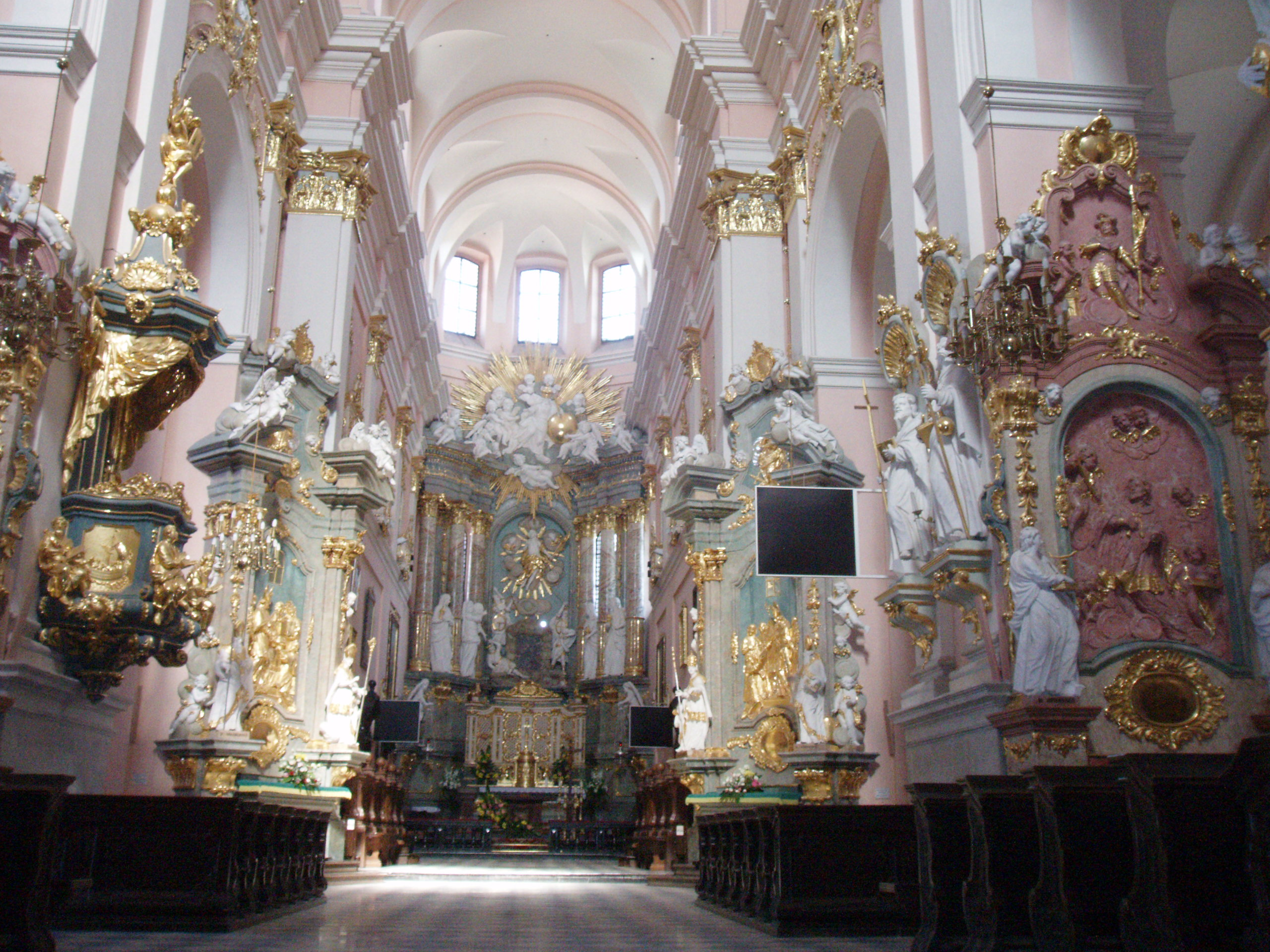
Innenansicht der Basilika

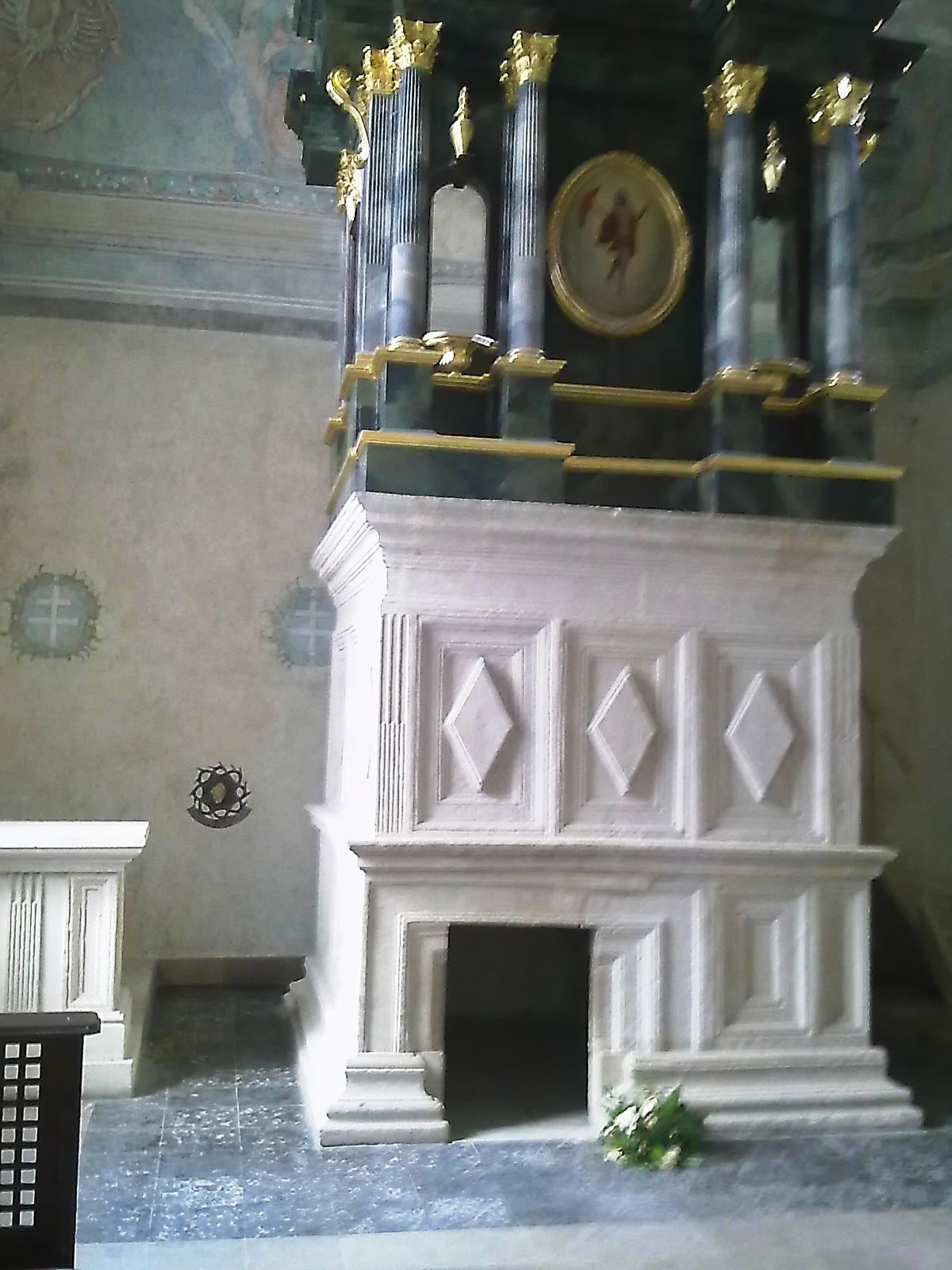
Heiliges Grab in der Kapelle

Die Grabkirche wurde von 1230 bis 1239 im romanischen Stil erbaut, dann zwischen 1390 und 1410 gotisch umgebaut. 1530 baute man nach einem Stadtbrand eine Kapelle an die Kirche, in der sich seitdem das Heilige Grab befindet. Dieses hat eine quadratische Form und ist aus Steinen auf Erde aus Jerusalem errichtet. In der Westwand der Kapelle ist ein Stein vom Grab Christi eingemauert.
Ende des 18. Jahrhunderts wurde die Basilika im spätbarocken Stil umgebaut, in dem sie bis heute zu sehen ist.
Die Basilika zum Gottesgrab in Miechów wird in der Gegenwart als Kirche des im Jahre 1336 erstmals urkundlich belegten und im Jahre 1847 förmlich als Ritterorden organisierten Ritterordens des heiligen Grabes und als Pilgerstätte genutzt.
Die Kirche wurde 1996 durch Papst Johannes Paul II. in den Rang einer Basilica minor erhoben.